# Dendropanax nervosus
Dendropanax nervosus är en araliaväxtart som först beskrevs av Ignatz Urban och Ekman, och fick sitt nu gällande namn av Albert Charles Smith. Dendropanax nervosus ingår i släktet Dendropanax och familjen Araliaceae. Inga underarter finns listade.